# Hyderabad Race Club
Hyderabad Race Club er en hestevæddeløbsklub og galopbane i Malakpet, Hyderabad, Andhra Pradesh, Indien Banen betragtes som en af Indiens bedste. 
Løbssæsonen er delt i monsun-sæsonen, der går fra juli til oktober, og vinter-sæsonen fra november til februar.

## Historie
Hestevæddeløbets historie i Hyderabad begyndte i 1868, da Nizam Asaf Jah VI åbnede en bane ved Moula-Ali. Løbene var kendt som Deccan races, senere Hyderabad races. I 1886 flyttede nizamen løbene til Malakpet, da han ønskede at have væddeløbsbanen tættere på sit palads. Klubben Hyderabad Race Club åbnede i 1961 i Secunderabad og flyttede til Malakpet i 1968.

## Deccan Derby
Det årlige Deccan Derby for treårige afholdes her den 2. oktober. 

## Andre løb
Andre betydningsfulde løb omfatter President of India Gold Cup, Nizam's Gold Cup, Fillies Championship Stakes og Colts Championship Stakes, som løbes i monsun-sæsonen.

## Eksterne links
- Hyderabad Race Clubs officiel website Arkiveret 26. oktober 2013 hos  Wayback Machine
- Hyderabad Race Clubs historie

17°22′48″N 78°30′28″Ø / 17.38000°N 78.50778°Ø